# Johann von Buddenbrock

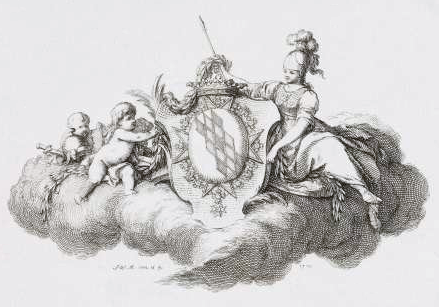
Bekröntes Wappen des preußischen Generals Johann von Buddenbrock, gehalten von Minerva und zwei Putti, die es mit Lorbeer schmücken. Um das Stammwappen Buddenbrock die Collane mit dem Kreuz des Schwarzen Adlerordens

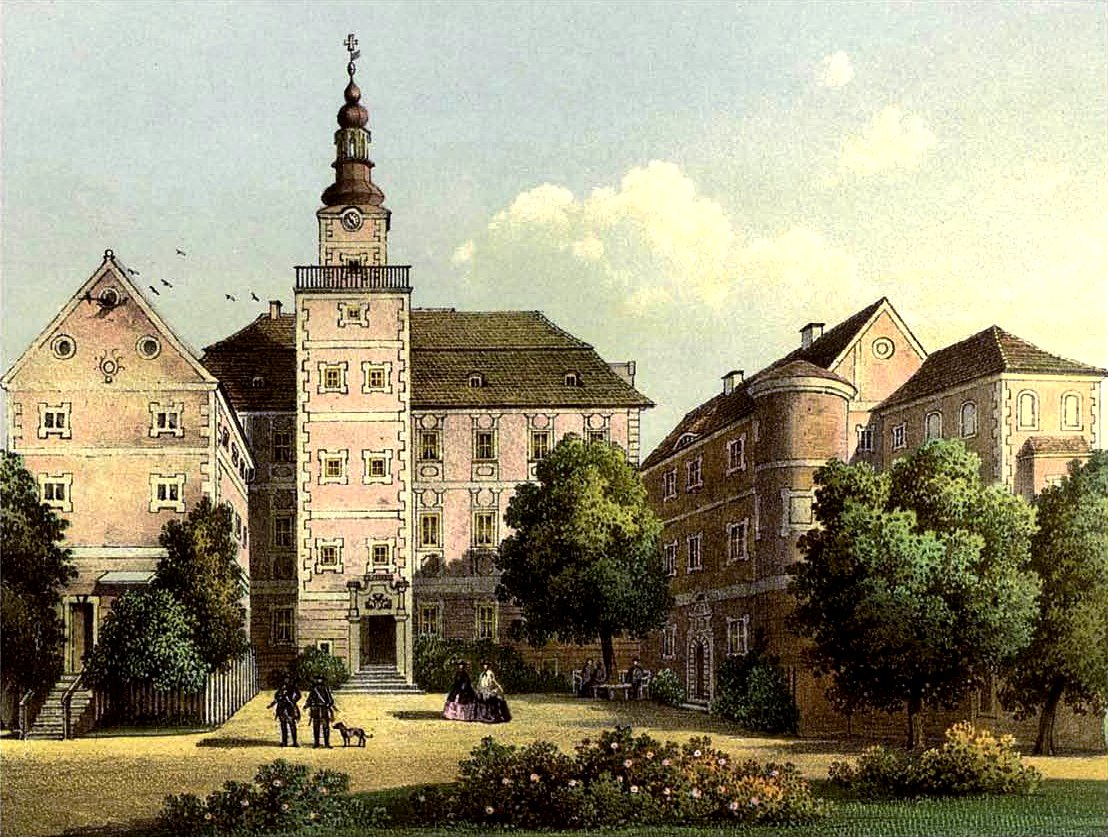
Schloss Pläswitz um 1864/65, Sammlung Alexander Duncker

Freiherr Johann Jobst Heinrich Wilhelm von Buddenbrock (* 25. September 1707 in Königsberg; † 27. November 1781 in Berlin) war preußischer General und ein Vertrauter König Friedrichs II.

## Leben
Buddenbrocks Vater war der Generalfeldmarschall Wilhelm Dietrich von Buddenbrock. Der Familientradition folgend, schlug auch Johann von Buddenbrock die militärische Laufbahn ein. Ab 1727 war er Reitpage gewesen bei König Friedrich Wilhelms I., dem „Soldatenkönig“, der ihn bald darauf zum „Regiment Goltz zu Fuß“ (No. 15) versetzte. 1731 wurde Buddenbrock als Ritter des Johanniterordens investiert. Als Kronprinz Friedrich 1732 Buddenbrocks Regiment von Christoph Heinrich von der Goltz in Ruppin übernahm (nun „Regiment Kronprinz zu Fuß“), wurde Buddenbrock sein Adjutant und gehörte fortan dem vertrauten Rheinsberger Kreis an. Auf Bitten des Kronprinzen erhielt er 1736 vom König die Amtshauptmannschaft von Balga im Landkreis Heiligenbeil in Ostpreußen geschenkt. 1740 wurde Johann von Buddenbrock Major und Flügeladjutant König Friedrichs des Großen und Domherr beim St.-Johannes-Stift zu Minden in Westfalen. Seit April 1742 erhielt er eine jährliche Zulage von 400 Talern aus der Hofstaatskasse. Seit Juni 1743 erhielt er einen jährlichen Sold von 2.400 Talern.
1744/45 nahm er als Führer eines Grenadierbataillons an einem Feldzug teil und wurde 1745 in der Schlacht bei Hohenfriedberg schwer am Kopf verwundet. Die mit einer Sehbehinderung verbundene Verletzung entwickelte sich später zu einem chronischen Leiden. 1750 wurde er Chef des Jägerkorps zu Pferde und 1753 Generalmajor. Als der Siebenjährige Krieg begann, musste er wegen seiner alten Verwundung auf einen Einsatz im Felde verzichten. Er wurde dem Generalfeldmarschall von Schwerin unterstellt und erhielt die Kommandantur zu Brieg. 1758 wurde ihm die Oberaufsicht über das Kadettenkorps übertragen.
1764 wurde er mit der Wiederherstellung der Ritterakademie Liegnitz betraut. Im selben Jahr wurde er Kommendator der Johanniterkommende in Werben (Elbe). 1765 wurde er Chef des militärischen Bildungswesens und der Académie Militaire zu Berlin. Unter seiner Leitung entstanden unter anderem die Kadettenanstalten von Stolp und Culm. 1767 wurde er zum Generalleutnant befördert.
1770 wurde er zum Ritter des Hohen Ordens vom Schwarzen Adler geschlagen. Nachdem er von seiner Stiefmutter, Beate Abigail von Buddenbrock, geborene von Siegroth (1700–1770), die Fideicommiss-Güter Pläswitz, Zuckelnick, Metschkau und Johnsdorf im Landkreis Striegau in Niederschlesien geerbt hatte, erhielt er dazu im Oktober desselben Jahres von Friedrich dem Großen das schlesische Inkolat.
Seine Nachfahren konnten die Begüterung Pläswitz bis 1945 in Familienhand behalten.

## Familie
Buddenbrock war viermal verheiratet. In Rheinsberg hatte er 1740 Elisabeth Dorothea Juliane von Wallmoden (1714–1767) geehelicht, Hofdame der regierenden Königin Elisabeth Christine von Preußen. Nach dem Tod seiner ersten Frau heiratete er 1767 Luise Charlotte Marie von Kalckstein (1727–1768), Tochter des Generalfeldmarschalls Christoph Wilhelm von Kalckstein. Nach deren Tod heiratete er 1768 Johanna Charlotte von Wackenitz (1727–1769), Hofdame der Prinzessin Elisabeth Christine Ulrike von Preußen. Diese dritte Frau starb im Kindbett an einer Fehlgeburt, eines totgeborenen Sohns. 1769 heiratete er Charlotte Auguste Gräfin von Wartensleben (1736–1794), eine Hofdame am Hofe des Prinzen August Ferdinand von Preußen. Buddenbrock hatte drei Kinder:
- Wilhelm Dietrich (* 20. Oktober 1746; † 1. Oktober 1800) ⚭ Friederike Charlotte von Kottwitz (* März 1755; † 1. Juni 1817), die Witwe heiratet den Generalmajor Hans Christoph Ernst von Kalckreuth
- eine Tochter (1747–1756)
- Karl Heinrich (* 1749)